# Bảo tàng Binh đoàn Quyết Thắng
Bảo tàng Binh đoàn Quyết Thắng nằm ở thành phố Tam Điệp, tỉnh Ninh Bình. Đây là Bảo tàng trực thuộc Binh đoàn Quyết Thắng (tức Quân đoàn 1, Quân đội nhân dân Việt Nam). Bảo tàng Binh đoàn Quyết Thắng là bảo tàng hạng nhất trong hệ thống bảo tàng ở Việt Nam.
Bảo tàng Binh đoàn Quyết Thắng (Quân đoàn I) thuộc loại hình lịch sử quân sự, là Bảo tàng Lịch sử Quân sự duy nhất ở khu vực Tây Nam châu thổ sông Hồng, hòa nhập với quần thể Văn hóa trong khu vực như: Kinh đô Hoa Lư, Tràng An - Bích Động, rừng phòng tuyến Tam Điệp, nhà thờ đá Phát Diệm....tạo nên tuyến tham quan linh hoạt và hấp dẫn.

## Lịch sử
Bảo tàng được thành lập ngày 28/12/1995 theo Quyết định số 163/QĐ-QP ngày 13 tháng 7 năm 1995 của Bộ trưởng BQP và Quyết định số 769/QĐ-TL ngày 08 tháng 12 năm 1995 của Tư lệnh Quân đoàn 1. Tháng 7 năm 2007 Bảo tàng Binh đoàn Quyết thắng được khởi công xây dựng mới với tổng diện tích là 5.056m2. Đây là công trình văn hoá với lối kiến trúc hiện đại, được phân chia theo dũng lịch sử và sự kiện, cuốn hút người tham quan bằng những hình ảnh và hiện vật có giá trị lịch sử cao.
Bảo tàng Binh đoàn Quyết thắng thuộc loại hình lịch sử quân sự, có nhiệm vụ nghiên cứu, sưu tầm, kiểm kê, trưng bày, tuyên truyền giới thiệu các tài liệu, hiện vật có giá trị lịch sử, văn hóa, khoa học, phản ánh quá trình xây dựng, chiến đấu, trưởng thành của binh đoàn Quyết thắng trong sự nghiệp giải phóng dân tộc, thống nhất đất nước, xây dựng và bảo vệ Tổ quốc.

## Kiến trúc
Hiện nay, Bảo tàng Quân đoàn 1 đã được đầu tư xây dựng trong dịp kỷ niệm 35 năm ngày truyền thống Binh đoàn Quyết Thắng ngày 24 tháng 10 năm 2008. Bảo tàng mở rộng nằm bên cạnh cổng doanh trại của cơ quan Binh đoàn tại trung tâm thành phố Tam Điệp. Nhà bảo tàng ba tầng với diện tích sử dụng 1.200 m2 trưng bày gần 4.000 hình ảnh, hiện vật, tư liệu. Các gian trưng bày được gắn kết với nhau vừa có tính chuyên sâu, vừa có tính kế thừa, phát triển thể hiện rõ quá trình xây dựng, chiến đấu và trưởng thành của Binh đoàn trong 35 năm qua.
Hệ thống trưng bày ngoài trời nằm trong khuôn viên Bảo tàng bao gồm một số hiện vật là súng, pháo, xe tăng, vũ khí của các đơn vị trong Binh đoàn đã trực tiếp tham gia ở các chiến trường trọng điểm.

## Trưng bày
Bảo tàng Quân đoàn 1 được trưng bày theo 4 chủ đề: Hệ thống trưng bày trong nhà có diện tích khoảng hơn 1000m2 được chia thành 3 tầng:
1. Tầng 1: Trưng bày các chuyên đề gắn với các hoạt động văn hoá, văn nghệ, thể thao, chính sách, dân vận của Quân đoàn.
2. Tầng 2: Khái quát những mốc son lịch sử của Quân đoàn và cuộc hành quân thần tốc của Binh đoàn Quyết thắng trong chiến dịch Hồ Chí Minh. Bao gồm các đề mục sau:
  1. Phòng khánh tiết: Giới thiệu những hình ảnh, hiện vật phản ánh sự quan tâm của Đảng, Bác Hồ đối với cán bộ chiến sĩ của Binh đoàn Quyết thắng;
  2. Không gian trưng bày các đơn vị tiền thân về thành lập Quân đoàn.
  3. Cuộc hành Quân “Thần tốc”, vào Nam tham gia chiến dịch Hồ Chí Minh
3. Tầng 3: Trưng bày chủ đề Diễn biến chiến dịch Hồ Chí Minh và Quân đoàn 1 trong công cuộc xây dựng và bảo vệ Tổ quốc. Bao gồm các đề mục:
  1. Sa bàn Diễn biến chiến dịch Hồ Chí Minh và các tang vật thu được của địch
  2. Quân đoàn trong giai đoạn xây dựng và Bảo vệ Tổ quốc
  3. Nhiệm vụ đối ngoại quân sự của Quân đoàn
  4. Thủ trưởng BTL Quân đoàn qua các thời kỳ. Mảng ảnh vinh danh các tập thể, cá nhân của Quân đoàn là anh hùng LLVTND, Lãnh đạo Đảng, Nhà nước và các tướng lĩnh trưởng thành từ Quân đoàn.

Khu vực trưng bày ngoài trời rộng gần 4000m2 gồm hệ thống giao thông nội bộ và khu vực trưng bày những hiện vật khối lớn gắn liền với những chiến công, thành tích của Quân đoàn 1. Trong kết cấu hệ thống trưng bày ngoài trời còn có Đài tưởng niệm các anh hùng liệt sỹ của Quân đoàn.

## Đón khách
- Thời gian mở cửa: Các ngày trong tuần, trừ Thứ 2 và Thứ 6. Sáng 7 giờ đến 11 giờ phút; Chiều 13 giờ 30 đến 16 giờ 30.
- Địa chỉ: Đường Quyết Thắng, Trung Sơn, Tam Điệp, Ninh Bình.
- Điện thoại: 930.884.279 (quân sự); 030. 864992 (dân sự).
- Email: baotangbdqt@gmail.com